# Vulkanisme op Mars

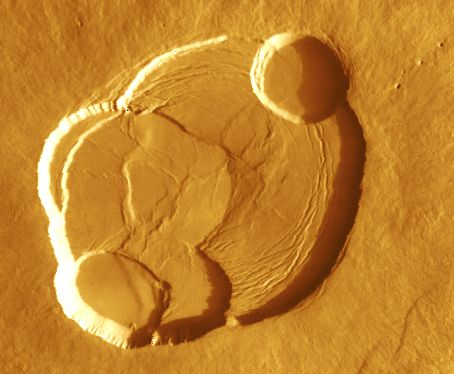
Een luchtfoto van de caldera van Olympus Mons, de grootste vulkaan van het zonnestelsel.

Vulkanisme op Mars heeft grote invloed gehad op de vorming van het Martiaanse landschap. Zo heeft Mars de grootste vulkanen van het zonnestelsel en enorme lavastromen. Deze zijn voor het eerst waargenomen in 1972 door de Mariner 9. Sinds er ruimtevaartuigen naar Mars zijn gezonden is er geen tektonische activiteit gemeten en zijn er geen nieuwe erupties waargenomen.

## Ontstaan
Martiaanse vulkanen worden ingedeeld op leeftijd, van meer dan 3,7 miljard jaar tot minder dan 500 miljoen jaar. De hoogste vulkanen zijn relatief jong omdat ze zijn ontstaan uit eeuwenoude lavastromen, in tegenstelling tot de Aarde, waar de hoogste bergen ontstaan door continentale collisie, en zijn de vulkanen op Mars schildvulkanen. Het ontstaan van deze hoge vulkanen komt overeen met de vorming van Hawaï maar op een grotere schaal. De Vulkanen op Mars zijn ontstaan op dezelfde manier als de vulkanen op aarde, door de kleinere zwaartekracht op Mars kan er echter veel meer magma vrijkomen per eruptie en kunnen vulkanen veel groter worden. Ook worden vulkanen groter door de mindere tektonische activiteit op Mars, hierdoor komt de magma omhoog door één hotspot, in plaats van meerdere zoals Hawaï.